# Pimoa danba
Pimoa danba (лат.) — вид пимовых пауков рода Pimoa (Pimoidae). Название P. danba дано по месту нахождения (Danba County).

## Распространене
Азия: Китай, уезд Чучен, провинция Сычуань (Danba County, Geshizha Township, Jintou Stockaded Village, 31.07°N, 101.66°E, на высоте 2639 м).

## Описание
Мелкие пауки, длина тела около 7 мм. Эпигинум субтреугольный; брюшная пластинка язычковидная, с вдавлением дистально, шириной ок. 1/2 длины; спинные пластинки узкие; копулятивные отверстия отчётливые; сперматеки почти круглые, разделенные ок. 1/4 ширины сперматеки. Карапакс самок желтоватый с чёрными боковыми краями; грудная ямка и радиальные борозды отчетливые; стернум буроватый; брюшко сероватое с желтоватыми поперечными шевронами; ноги буроватые, без петель. Сходен с видами P. cawarong и P. indiscreta. Вид был впервые описан в 2021 году китайским арахнологами Xiaoqing Zhang и Shuqiang Li (Institute of Zoology, Chinese Academy of Sciences, Пекин, Китай) по материалам из Китая.